# 章凤镇
章凤镇，是中华人民共和国云南省德宏傣族景颇族自治州陇川县下辖的一个乡镇级行政单位。

## 行政区划
章凤镇下辖以下地区：
老街子社区、新城社区、章凤村、曼弄村、迭撒村、曼拉村、拉勐村、弄贯村和户弄村。